# Крокодилы в канализации
Крокодилы в канализации (англ. sewer alligator) — популярная в США городская легенда об огромных крокодилах или аллигаторах, живущих в старинных канализационных системах больших городов и, в особенности, в Нью-Йорке.

## История
Легенда родилась в конце 50-х годов XX века, когда писатель Роберт Дейли опубликовал книгу «Мир под городом» (англ. World Beneath the city), в которой он описывает случай, рассказанный ему 84-летним отставным суперинтендантом нью-йоркской канализации по имени Тедди Мей: в 1930-х годах суперинтедант начал получать донесения о крокодилах, живущих в тоннелях. Сначала эти жалобы рассматривались как фантазии или пьяный бред свидетелей, но вскоре суперинтендант, самолично спустившись в туннели, убедился, что мелкие крокодилы (размером с крупную ящерицу, то есть около шестидесяти сантиметров) действительно прижились в Нью-Йорке, несмотря на то, что зимой в канализацию попадает снег и лёд с улиц. Также имели место случаи обнаружения более крупных особей (до двух метров). После этого крокодилы были уничтожены путём использования крысиного яда.
Несмотря на то, что с тех пор свидетельств существования крокодилов в Нью-Йорке никто не обнаружил, легенда регулярно обыгрывается в фильмах, книгах и СМИ. Легенда рассматривается скептиками как маловероятное событие, так как в США аллигаторы живут в южных штатах, как правило, не приживаясь в районах севернее Северной Каролины; американские крокодилы же еще более теплолюбивы. Эти рептилии в Нью-Йорке предположительно попали в канализацию с кораблей из Флориды. Однако даже миссисипские аллигаторы недостаточно холодовыносливы. Маленькие по размеру аллигаторы из рода кайманов, каких якобы видели свидетели, там также не встречаются и не могут похвастаться особой устойчивостью к холоду. 
В южных же штатах, где аллигаторы и крокодилы были до недавнего времени внесены в Красную книгу, случаи попадания этих рептилий в канализацию уже никого не удивляют. Однако в сравнительно современных городах Флориды, таких как Майами, канализационные системы, как правило, сделаны из труб малого диаметра, — в отличие от подземных туннелей, популярных в городах, построенных в XIX веке и начале XX века, поэтому вероятность существования крупных рептилий в таких системах гораздо меньше.

## Источник легенды
Согласно легенде, в южных штатах США до сравнительно недавнего времени (по крайней мере, до 1960-х годов) мелкие аллигаторы были популярны в качестве домашних животных наподобие черепах или аквариумных рыбок. Однако эти рептилии быстро растут и, как только животное начинало создавать владельцам проблемы, оно часто спускалось в унитаз, что для аллигатора не представляло особенной опасности. Аллигаторы, будучи существами неприхотливыми и всеядными, якобы приживались в канализации, питаясь насекомыми и различными отбросами. Однако, вопреки мифу, такие рептилии никогда не образовывали канализационных колоний, в отличие от крыс, так как аллигаторы не размножаются до достижения полутора-двухметровой длины, что занимает несколько лет, в течение которых вероятность обнаружения и поимки рептилии ассенизаторами более чем достаточна.
В среднем, властями Нью-Йорка отлавливается от двух до четырёх аллигаторов в год, которые, как правило, оказываются чьими-то выброшенными домашними животными. Большинство таких рептилий обнаруживается в прудах, но иногда их вылавливают и из ливневой канализации.